# 霊源寺 (品川区)
霊源寺（れいげんじ）は、東京都品川区にある浄土宗の寺院。

## 概要
江戸時代初期、林誉霊源によって開山された。
かつて当寺には、港区の長松寺から移転した荼毘所（火葬場）があり、江戸時代は「火葬寺」と呼ばれていた。1885年（明治18年）に寺と火葬場の経営が分離され、現在は東京博善が経営する桐ヶ谷斎場となっている。
本尊の阿弥陀如来は、「完成された江戸仏」との評を受けており、元禄時代の造立と推定されている。

## 交通アクセス
- 不動前駅より徒歩7分。
- 東急バス渋72系統「桐ケ谷」下車すぐ。